# 마이흐우쑤안
마이흐우쑤안(Mai Hữu Xuân)은 베트남 공화국 육군의 장군이자 베트남 공화국 국가경찰의 소장으로서 1963년 남베트남 군사 쿠데타에 가담하여 응오딘지엠 대통령이 암살되는데 기여하였다.

## 같이 보기
- 1963년 남베트남 군사 쿠데타
- 베트남 공화국 국가경찰